# Liopeltis calamaria
Espèce
Synonymes
- Cyclophis calamaria Günther, 1858
- Homalosoma baliolum Jan, 1862
- Cyclophis nasalis Günther, 1864

Liopeltis calamaria est une espèce de serpent de la famille des Colubridae.

## Répartition
Cette espèce est endémique du Sri Lanka. Sa présence en Inde est incertaine.

## Description
Liopeltis calamaria mesure en moyenne 33,5 cm pour les mâles et 39,0 cm pour les femelles dont environ 100 mm pour la queue. Son dos est brun clair, brun grisâtre ou verdâtre avec, habituellement, une ligne longitudinale noire plus ou moins visible. Sa face ventrale est jaune. Les côtés de sa tête sont marqués par une série de taches noires.

## Publication originale
- Günther, 1858 : Catalogue of Colubrine Snakes in the Collection of the British Museum, London, p. 1-281 (texte intégral).